# Nishijima Daisuke
Nishijima Daisuke (西島 大介 (Tây đảo đại giới) Nishijima Daisuke) sinh ngày 5-10-1974 tại Tokyo (Nhật Bản) nổi tiếng với bộ Điện Biên Phủ (Truyện tranh).